# Aljona Jewgenjewna Aschtscheulowa
Aljona Jewgenjewna Aschtscheulowa (russisch Алёна Евгеньевна Ащеулова; * 1. März 1988) ist eine russische Naturbahnrodlerin. Sie startete bislang in drei Weltcuprennen und nahm neben internationalen Juniorenmeisterschaften an einer Welt- und zwei Europameisterschaften teil.

## Karriere
Aljona Aschtscheulowa begann 1998 mit dem Naturbahnrodeln. Ihren ersten internationalen Auftritt hatte sie bei der Junioreneuropameisterschaft 2003 in Kreuth, wo sie den 15. Platz belegte. In den nächsten beiden Jahren nahm sie neben den Juniorenmeisterschaften auch an den Welt- und Europameisterschaften sowie jeweils einem Weltcuprennen teil. Bei der Juniorenweltmeisterschaft 2004 in Kindberg erzielte sie den 14. Platz und bei der Junioreneuropameisterschaft 2005 in Kandalakscha den elften Rang. Bei der Europameisterschaft 2004 in Hüttau belegte sie unter 26 gewerteten Rodlerinnen den 22. Platz und bei der Weltmeisterschaft 2005 in Latsch unter 19 Rodlerinnen den 13. Rang. Im Weltcup nahm sie in der Saison 2003/2004 am Rennen in Moskau, das sie an neunter Stelle beendete, und in der Saison 2004/2005 am Rennen in Latzfons teil, wo sie den 14. Platz belegte. Im nächsten Winter nahm sie nur an der Juniorenweltmeisterschaft 2006 in Garmisch-Partenkirchen teil, wo sie Neunte wurde.
In den nächsten Jahren nahm Aschtscheulowa nur noch selten an internationalen Wettkämpfen teil. Sie startete am Ende der Saison 2008/2009 wieder in einem Weltcuprennen in Nowouralsk und erzielte unter 13 gewerteten Rodlerinnen den achten Platz. Drei Jahre später nahm sie an der Europameisterschaft 2012 ebenfalls in Nowouralsk teil, bei der sie den sechsten Platz erreichte.

## Erfolge

### Weltmeisterschaften
- Latsch 2005: 13. Einsitzer

### Europameisterschaften
- Hüttau 2004: 22. Einsitzer
- Nowouralsk 2012: 6. Einsitzer

### Juniorenweltmeisterschaften
- Kindberg 2004: 14. Einsitzer
- Garmisch-Partenkirchen 2006: 9. Einsitzer

### Junioreneuropameisterschaften
- Kreuth 2003: 15. Einsitzer
- Kandalakscha 2005: 11. Einsitzer

### Weltcup
- 2 Platzierungen unter den besten zehn